# Glorioso primeiro de junho

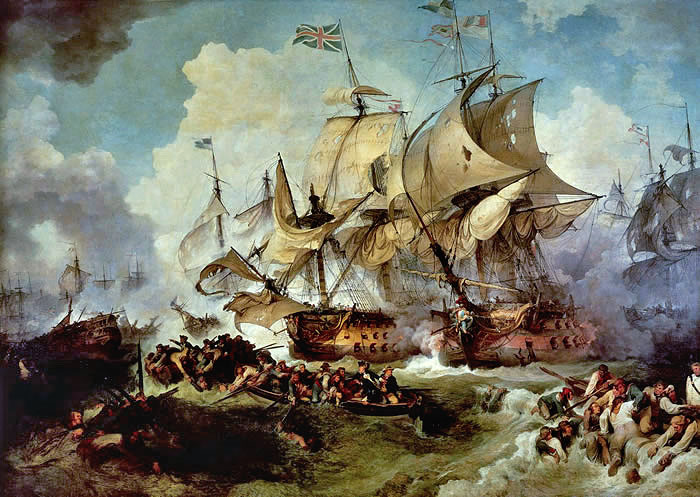
o Glorioso primeiro de junho por Philippe-Jacques de Loutherbourg, 1795

O Glorioso primeiro de junho (também conhecido como a Terceira Batalha de Ushant, e na França como a Bataille du 13 prairial ou Combat de Prairial) foi a primeira e maior ação da frota do conflito naval entre o Reino da Grã-Bretanha e a Primeira República Francesa durante as Guerras Revolucionárias Francesas.
A ação foi o culminar de uma campanha que cruzou o Golfo da Biscaia no mês anterior, na qual ambos os lados capturaram numerosos navios mercantes e navios de guerra menores e se envolveram em duas ações parciais, mas inconclusivas, da frota. A Frota Britânica do Canal da Mancha sob o almirante Lord Howe tentou impedir a passagem de um comboio de grãos francês vital dos Estados Unidos, que era protegido pela Frota Atlântica Francesa, comandada pelo contra-almirante Luís Tomás Villaret de Joyeuse. As duas forças se enfrentaram no Oceano Atlântico, cerca de 400 milhas náuticas (700 km) a oeste da ilha francesa de Ushant em 1 de junho de 1794.
Durante a batalha, Howe desafiou as convenções navais, ordenando que sua frota se voltasse para os franceses e que cada um de seus navios atacasse seu oponente imediato. Essa ordem inesperada não foi compreendida por todos os seus capitães e, como resultado, seu ataque foi mais fragmentado do que ele pretendia. No entanto, seus navios infligiram uma severa derrota tática à frota francesa. No rescaldo da batalha, ambas as frotas ficaram destroçadas; sem condições para novos combates, Howe e Villaret retornaram aos seus portos de origem. Apesar de perder sete de seus navios da linha, Villaret havia comprado tempo suficiente para que o comboio de grãos francês chegasse em segurança sem impedimentos da frota de Howe, garantindo um sucesso estratégico. No entanto, ele também foi forçado a retirar sua frota de batalha de volta ao porto, deixando os britânicos livres para conduzir uma campanha de bloqueio para o restante da guerra. No rescaldo imediato, ambos os lados reivindicaram a vitória e o resultado da batalha foi aproveitado pela imprensa de ambas as nações como uma demonstração da destreza e bravura de suas respectivas marinhas.
Glorioso primeiro de junho, demonstrou uma série dos principais problemas inerentes às marinhas francesa e britânica no início das Guerras Revolucionárias. Ambos os almirantes foram confrontados com a desobediência de seus capitães, juntamente com a indisciplina e o treinamento deficiente entre suas tripulações de novatas, e eles não conseguiram controlar suas frotas efetivamente durante o auge do combate. A Grã-Bretanha teve 1 200 mortos e feridos e a França 6 navios da linha capturados, 1 navio da linha afundado, ~4 000 mortos e feridos e 3 000 capturados.

## As outras batalhas de Ouessant
- Primeira Batalha de Ouessant - 1778

- Segunda Batalha - 1781